# 아시시의 클라라
아시시의 성녀 클라라(라틴어: Sancta Clara Assisiensis, 1194년 7월 16일 - 1253년 8월 11일)는 이탈리아의 가톨릭 성인이자 아시시의 프란치스코를 따른 초창기 일원 가운데 한 사람이다. 프란치스코회 전통을 따르는 여성들의 수도회인 성 클라라 수도회를 창설했으며, 그녀들의 생활 규칙을 작성했다. 이 수도회 규칙은 최초로 여성이 작성한 수도회 규칙인 것으로 알려져 있다. 그녀가 선종한 후, 그녀가 창설한 수도회는 그녀의 이름을 따서 성 클라라 수도회로 이름 지어졌다. 성 클라라 수도회는 ‘가난한 자매회’ 혹은 ‘프란치스코 2회’ 등으로도 불린다.

## 행적

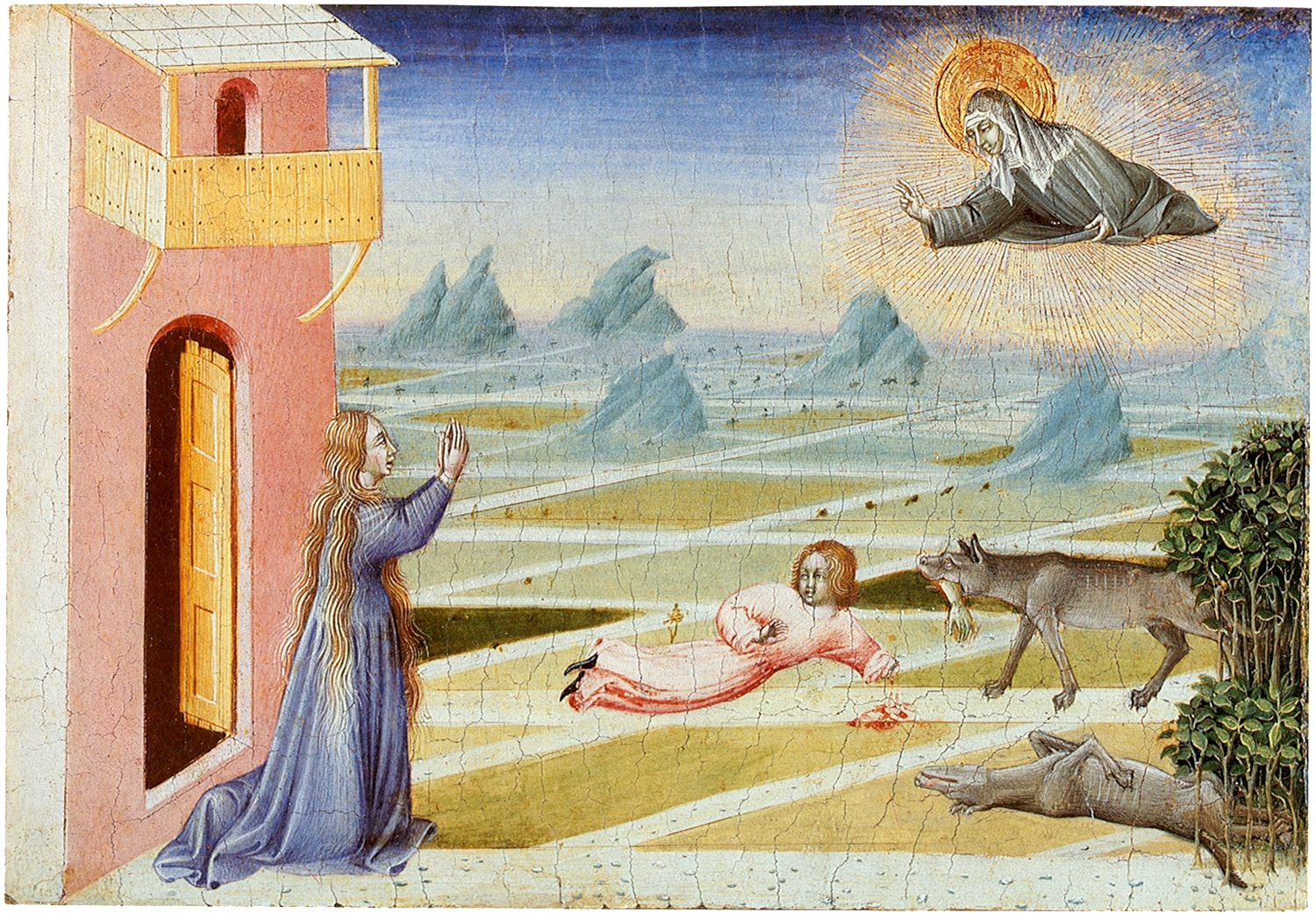
조반니 데 파올로의 늑대로부터 한 아이를 기적적으로 구하는 아시시의 성녀 클라라.

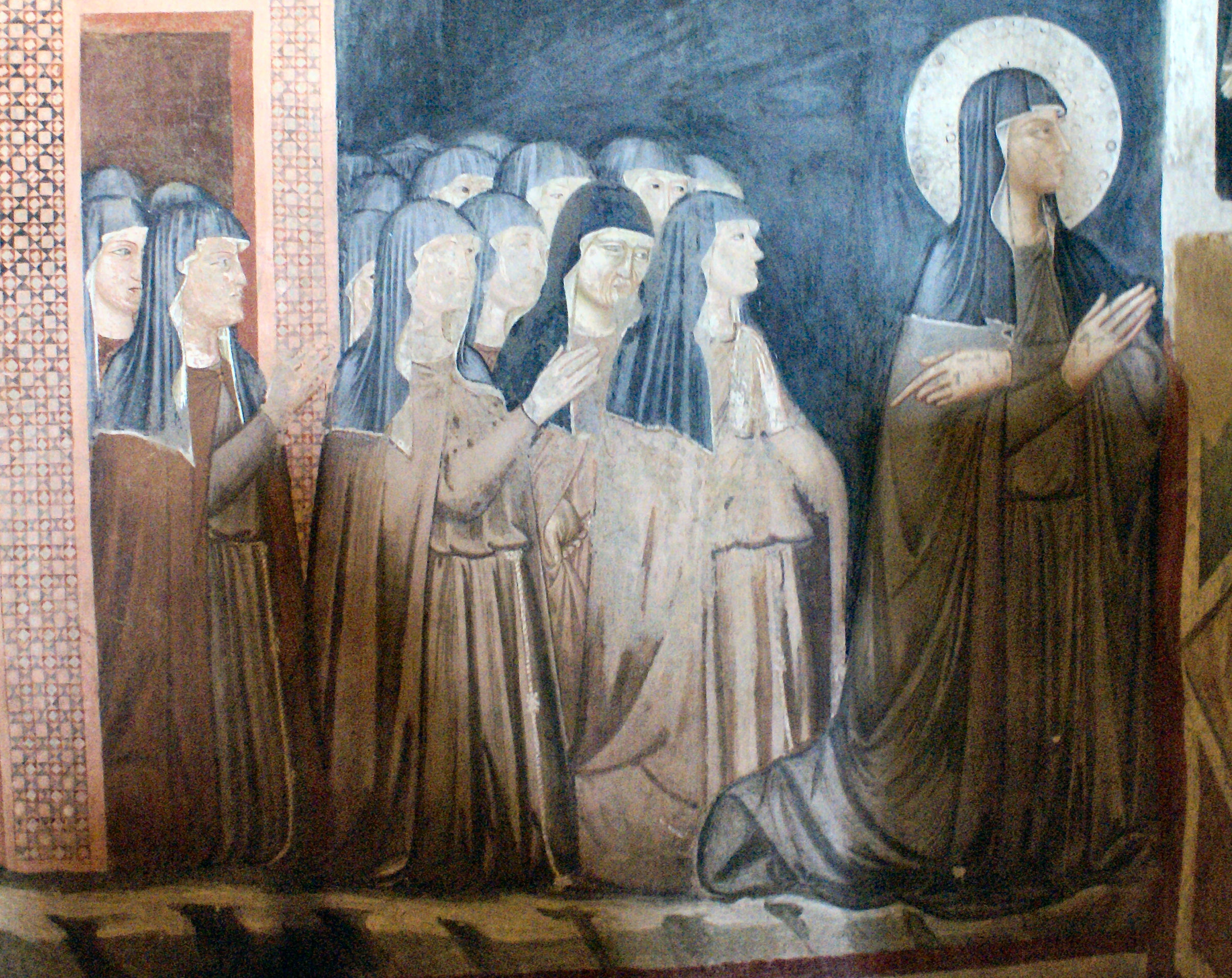
아시시의 산 다미아노 성당에 있는 성녀 클라라와 클라라회 수녀들을 묘사한 프레스코화.

클라라의 본명은 키아라 오르페두초(Chiara Offreduccio)이며, 1194년 아시시에서 사소로소 백작 파보리노 스키피와 그의 아내 오르톨라나 사이에서 맏딸로 태어났다. 깊은 신심을 지닌 여인이었던 오르톨라나는 당시 시대적으로 위협적인 상황이었음에도 불구하고, 로마와 산티아고데콤포스텔라, 예루살렘 등지를 순례하였다. 말년에 오르톨라나는 자신의 나머지 딸들인 아녜스와 베아트리스와 함께 클라라 수녀원에 들어갔다.
클라라는 어린 시절부터 기도 생활에 열심이었다. 12세가 되던 해에 부모는 클라라가 젊고 부유한 남성과 혼인하기를 원했지만, 클라라는 18세가 될 때까지 결혼을 유보해 달라고 부탁했다. 하지만 18세에 아시시의 프란치스코의 설교를 들은 이후 그녀의 삶에 일대 변화가 일어났다. 프란치스코는 그녀가 하느님으로부터 선택받은 여인이라고 말해 주었다. 그 후 주님 수난 성지 주일에 사람들이 종려가지를 구하러 갔을 때 클라라는 집에 머물렀으며, 그날 밤 모든 사람이 잠든 사이에 가출하여 프란치스코를 따라갔다. 프란치스코는 그녀의 긴 머리카락을 잘라주고, 검은색 튜닉과 베일로 이루어진 수도복을 주어 입도록 하였다. 클라라는 바스티아 인근에 있는 베네딕도회 수녀원에 거주했는데, 이 사실을 안 그녀의 아버지가 그녀의 결혼을 위해 수차례 납치를 시도했으나 성공하지 못했다. 클라라는 곧장 자신의 여동생 아녜스와 함께 프란치스코가 재건한 산 다미아노 성당 근처에 있는 작은 수녀원으로 거처를 옮겼다. 이후 다른 여인들도 여기에 동참함으로써 산 다미아노 성당의 수녀들은 매우 엄격하고 검소한 생활 방식으로 유명해졌다. 이들 여인들은 처음에는 ‘가난한 자매들’이라는 이름으로 알려졌다.
산 다미아노 성당은 클라라가 세운 새로운 교회 공동체의 본부가 되었으며, 이 성당의 이름을 따서 클라라가 생존한 시기에는 ‘산 다미아노회’로 불렸다. 산 다미아노 성당은 오랫동안 클라라회의 첫 수도원으로 여겨졌으나, 최근 밝혀진 바에 따르면 이미 우골리노 데이 콘티 디 세니(훗날의 교황 그레고리오 9세)에 의해 조직된 여성 수도 공동체가 이미 산 다미아노 성당에 있었으며 클라라회가 여기에 나중에 합류한 것이라고 한다. 우골리노는 클라라가 세운 수도 공동체의 명성이 높아지자 산 다미아노 성당이 그녀들의 소유가 되기를 바랐다. 산 다미아노 성당은 클라라를 따르는 수녀들에게 있어서 가장 중요한 장소가 되었으며, 클라라는 반론의 여지 없이 만장일치로 수도 공동체의 지도자가 되었다. 1263년 클라라가 선종한 지 10년 후에 이 공동체는 성 클라라 수도회라는 이름으로 알려지게 되었다.
대중을 상대로 설교하기 위해 전국을 돌아다닌 프란치스코회 수사들과는 달리 클라라회 수녀들은 당시만 하더라도 여인의 몸으로 여기저기 돌아다니는 생활이 상상하기 어려운 일이었기 때문에 봉쇄 생활을 했다. 그녀들은 주로 손으로 하는 노동과 기도로 시간을 보냈다.
클라라회는 잠시 동안 프란치스코가 직접 지도했다. 1215년 클라라가 산 다미아노 수녀원의 아빠티사직을 수락하였다. 아빠티사가 된 클라라는 이전보다 더 많은 권한을 갖고 수녀회를 지도했다. 아빠티사로 선출되기 전까지 그녀는 지역 본당의 주임 신부의 지시에 따라야 했다. 클라라는 프란치스코의 신앙적 권고로 작성한 더욱 엄격한 생활 양식보다는 베네딕도 규칙서에 좀 더 가까운 규칙서를 새로운 수도회에 부여하려는 고위 성직자들의 시도를 막아냈다. 프란치스코의 미덕과 생활 방식을 본받아 따라한 클라라는 이따금씩 ‘또 다른 프란치스코’(alter Franciscus)라고 불리기도 했다. 그녀는 또한 프란치스코를 자신의 영적 아버지로 여기며 그를 힘껏 격려하고 보조했으며, 그가 말년에 병든 후에는 1226년에 선종할 때까지 병상에서 간호하였다.
프란치스코가 선종한 후, 클라라는 클라라회의 규모를 지속적으로 성장시켜 나갔으며, 프란치스코가 세운 수도 규칙을 기초로 클라라회의 규율을 정했으며 1228년 이 규율에 대한 인준을 요청했으나 교황 그레고리오 9세는 너무나 엄격하다는 이유로 이를 거절했다. 클라라는 1243년에 다시 자신이 작성한 회칙의 인준을 교황 인노첸시오 4세에게 요청했으나 마찬가지 이유로 거절당했다. 그녀는 허약한 몸 상태에도 불구하고 장기간 자신에게 부여된 과업을 선종할 때까지 수행했다. 프란치스코와 같이 기꺼이 가난한 삶을 받아들이는 그녀의 사상은 그녀가 직접 작성한 수도 규칙과 보헤미아의 아녜스에게 보낸 4통의 편지 내용에 잘 드러나 있다.

## 선종 이후

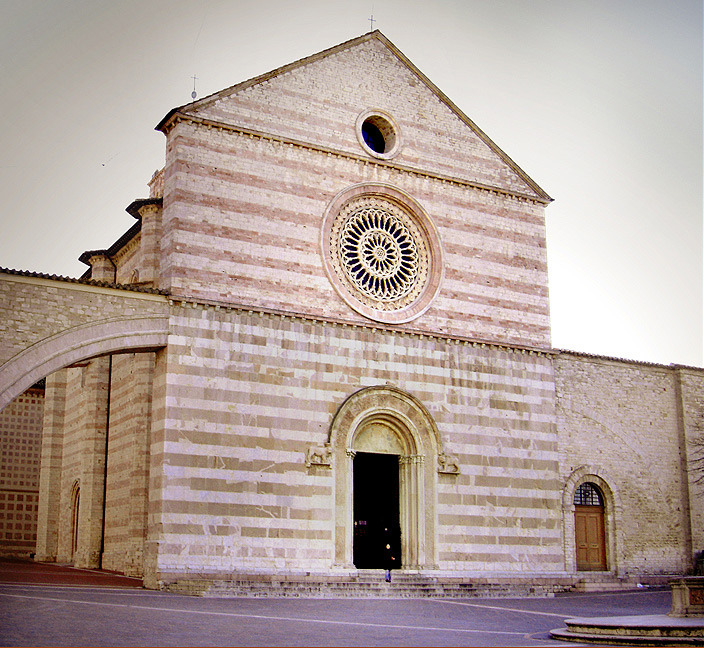
산타 키아라 대성당

1253년 8월 9일 교황 인노첸시오 4세는 《Solet annuere》라는 교황 칙서를 통해 클라라가 작성한 수도 회칙을 인가하였다. 그토록 원하던 교황 칙서를 첨부한 자신이 만든 수도회칙을 받은 클라라는 크게 기뻐했으며, 그로부터 이틀 후인 8월 11일에 클라라는 59세의 나이에 선종했다. 클라라는 임종 직전에 여러 동정녀 순교자들을 보았다고 하며, 그녀가 본 성녀들은 대략 용을 짓밟은 성녀 마르가리타와 물동이를 든 성녀 마르타, 탑을 든 성녀 바르바라, 바퀴를 든 성녀 가타리나, 꽃을 든 성녀 도로테아였다고 한다. 그녀의 시신을 매장하기 위한 성당을 짓기 위한 공사가 착수되었으며, 그동안 그녀의 시신은 산 조르지오 경당에 매장되었다.
1255년 8월 15일 교황 알렉산데르 4세는 클라라를 시성했다. 1260년 클라라의 이름을 딴 산타 키아라 대성당이 완공되었으며, 그 해 10월 3일에 클라라의 시신이 새로 완공된 대성당으로 옮겨져서 중앙 제대 아래에 매장되었다. 교황 우르바노 4세는 클라라의 공로를 높이 사, 1263년 가난한 자매회의 명칭을 성 클라라 수도회로 공식적으로 변경했다.
그로부터 약 600년이 지난 1872년 클라라의 유해는 산타 키아라 대성당의 지하에 새로 지어진 봉안실로 이장되어, 오늘날까지 이르고 있다.

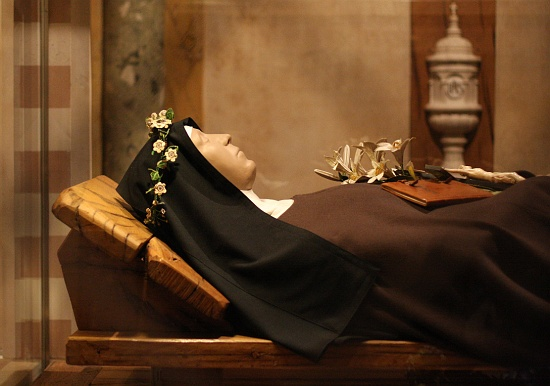
산타 키아라 대성당에 있는 성녀 클라라의 밀랍으로 덮인 유해.

1958년 교황 비오 12세는 성녀 클라라를 텔레비전 시청자들의 수호성인으로 지정했는데, 그 이유는 그녀가 병이 너무나 깊어 미사에 참례하지 못했을 때 병실의 벽에서 미사의 광경이 떠올라 보고 들을 수 있었다는 이야기가 전해지기 때문이다.
클라라는 신성 로마 제국의 프리드리히 2세 황제의 무어인 동맹군들이 아시시를 공격했을 당시 한 사제에게 부탁해 성체를 들어 보이게 한 후 그 앞에 양 무릎을 꿇고 기도하는 모습을 보여줌으로써 물러가게 만들었던 일이 있었는데, 그러한 연유로 성광을 들고 있는 모습으로 종종 그려지곤 한다.
클라라는 선종한 지 2년 후에 시성되었으며, 로마 보편 전례력에서 그녀의 축일은 8월 12일로 지정되었다. 원래 성인의 축일은 성인이 사망한 날로 지정되는 것이 전통적인 관례에 따라 8월 11일이 축일로 지정되어야 마땅하지만, 이미 해당 날짜에는 3세기 로마인 순교자들인 성 티부르시오와 성녀 수산나의 공동 축일로 지정되어 있었기 때문에 불가능했다. 그래서 하는 수 없이 8월 11일 다음 날짜인 8월 12일로 지정된 것이다. 하지만 제2차 바티칸 공의회 이후 전례력이 개정되어 성 티부르시오와 성녀 수산나의 기념이 빠지게 되면서 비로소 성녀 클라라의 축일은 그녀가 선종한 날짜인 8월 11일로 지정되었다. 과거에 그녀의 시신이 부패하지 않았다는 이야기가 전해지지만, 오늘날에 그러한 주장을 하는 이는 없다.

## 같이 보기
- 아시시의 프란치스코
- 성 클라라 수도회